# Jean Milet
Jean Milet, né à Paris et mort le 1er avril 1503, est un prélat français, évêque de Soissons du XVe et du début du XVIe siècle.  

## Biographie
Il est fils de Jean Milet et de Marguerite d'Arsonval.
Jean Milet est recteur de l'université de Paris et notamment archidiacre d'Anvers. Il est élu évêque de Soissons le 15 février 1443. Il est aussi suffragant de l'évêque de Liège, Louis de Bourbon, encore trop jeune. Jean Milet dédie l'église de Saint Jean des Vignes en 1478, son église cathédrale de Soissons le 25 avril 1479 et l'église des cordeliers de Château-Thierry en 1496.